# Pelophylax epeiroticus
Espèce
Synonymes
- Rana epeirotica Schneider, Sofianidou & Kyriakopoulou-Sklavounou, 1984

Statut de conservation UICN

 VU B1ab(iii) : Vulnérable
Pelophylax epeiroticus, la Grenouille épirote, est une espèce d'amphibiens de la famille des Ranidae.

## Répartition
Cette espèce se rencontre du niveau de la mer jusqu'à 500 m d'altitude dans le sud des Balkans :
- dans l'ouest de la Grèce dans l'ouest de l'Épire, dans l'Ouest de la Grèce-Occidentale et sur l'île de Corfou ;
- dans le sud de l'Albanie dans les districts de Gjirokastër, de Sarandë et de Delvinë.

## Description
La taille moyenne des mâles Pelophylax epeiroticus est de 74 mm tandis que la taille moyenne des femelles est de 83 mm. Comme Pelophylax ridibundus à laquelle elle ressemble, sa coloration est verte mais, contrairement à celle-ci, ses bourrelets dorsaux sont moins visibles. À noter que la plupart des individus sont uniformément verts mais que certains présentent une rayure vert pâle longitudinale au milieu du dos.

## Hybridation
Cette grenouille est connue pour s'hybrider avec Pelophylax ridibundus avec laquelle elle partage parfois son habitat.

## Publication originale
- Schneider, Sofianidou & Kyriakopoulou-Sklavounou, 1984 : Bioacoustic and morphometric studies in water frogs (genus Rana) of Lake Ioannina in Greece, and description of a new species (Anura, Amphibia). Zeitschrift für Zoologische Systematik und Evolutionsforschung, vol. 22, p. 349-366.